# Kadokawa Future Publishing
Pour les articles homonymes, voir Kadokawa.
Kadokawa Future Publishing (株式会社KADOKAWA Future Publishing, Kabushiki-gaisha Kadokawa Fyūchā Paburisshingu, anciennement Kadokawa Corporation, Kadokawa Holdings et Kadokawa Group Holdings) est la branche d'édition de Kadokawa Corporation qui publie des mangas, des romans, des light novel, des magazines, des jeux de rôle sur table et d'autres types de contenu avec huit différentes brand companies d'édition qui ont auparavant fusionné avec elle.
La société était la première génération de Kadokawa Corporation et était la société mère des sociétés du groupe Kadokawa, qui regroupait plusieurs filiales liées à Kadokawa Shoten. Kadokawa Dwango a annoncé une restructuration en février 2019. Le 1er juillet 2019, avec la réorganisation de Kadokawa Corporation, l'activité d'édition est restée et la société a été renommée en Kadokawa Future Publishing. La société mère Kadokawa est elle-même devenue la deuxième génération de Kadokawa Corporation.
En 2011, il a été annoncé que Kadokawa contrôlait 48% du marché des light novel.

## Historique
L'entreprise a été fondée le 2 avril 1954 en tant que Kadokawa Shoten. Elle a été renommée Kadokawa Holdings le 1er avril 2003, transférant ses activités d'édition à Kadokawa Shoten Publishing. L'entreprise change de nouveau de nom pour Kadokawa Group Holdings le 1er juillet 2006. En janvier 2007, elle a hérité des activités de gestion et d'intégration au sein de Kadokawa Shoten Publishing, et l'édition de magazines est transférée vers Kadokawa Magazine Group. En avril 2013, Kadokawa Group Holdings a fusionné avec Kadokawa Group Publishing pour devenir une société holding commerciale. La société a été renommée Kadokawa Corporation le 22 juin 2013.
Le 1er octobre 2013, les neuf filiales du groupe Kadokawa (ASCII Media Works, Chukei Publishing, Enterbrain, Fujimi Shobo, Kadokawa Gakugei Publishing, Kadokawa Production, Kadokawa Magazines, Kadokawa Shoten et Media Factory) fusionnent avec Kadokawa Corporation. Huit d'entre elles opèrent maintenant en tant que brand companies en français : « entreprises de marque ». Kadokawa Production a été dissoute et intégrée aux affaires générales de propriété intellectuelle de la maison mère,,. En décembre 2013, Kadokawa avait annoncé que la société avait acquis l'intégrité de l'éditeur Choubunsha.
Le 14 mai 2014, il a été indiqué que Kadokawa Corporation et Dwango, le propriétaire de Niconico, fusionneraient le 1er octobre 2014 et formeraient la nouvelle société holding Kadokawa Dwango Corporation. Kadokawa et Dwango sont toutes deux devenues des filiales de la nouvelle société,,,. En février 2019, Kadokawa a annoncé que Dwango serait désormais une filiale directe de Kadokawa Corporation dans le cadre d'une réorganisation de l'entreprise.
À la suite du ralentissement du marché de l'édition plus rapide que prévu, Kadokawa Corporation a restructuré ses Brand companies internes en avril 2015, y compris leurs services éditoriaux respectifs qui ont été répartis dans les cinq départements de la nouvelle structure organisationnelle : le département des affaires, de la vie et de la culture ; le département Comics et personnages ; le département des marques de magazines ; le service ASCII Media Works ; et le département Enterbrain. Certaines marques ont été gardés, mais d'autres, comme Kadokawa Shoten (nom fondateur de la société) et Fujimi Shobo (sa brand company de light novel) ont été dissoutes. Les activités liées aux médias et aux jeux vidéo de Kadokawa, avec le contrôle du magazine Famitsu, ont été transférées à Kadokawa Dwango,.
Le 1er juillet 2019, la société mère Kadokawa Corporation a été réorganisée ; l'activité d'édition est restée et l'entreprise a été renommée en Kadokawa Future Publishing. La société mère Kadokawa est devenue l'actuelle Kadokawa Corporation.

## Structure du groupe

### Brand companies(Divisions)
- ASCII Media Works
- Chukei Publishing Company (ja)
- Enterbrain
- Fujimi Shobo
- Kadokawa Gakugei Shuppan Publishing (ja)
- Kadokawa Magazines (ja)
- Kadokawa Shoten
- Media Factory

### Filiales
- Building Book Center
- Kadokawa Key-Process